# 始寧郡
始宁郡，中国南北朝隋唐时设置的郡。
- 南齐设立始宁郡，属于梁州。荒或无民户。
- 北周置始宁郡，属信州。治所在北井县（今重庆市巫山县北洋溪乡南之宁河）。天和二年（567年）始宁郡废入永昌郡。
- 唐玄宗天宝元年（742年），改璧州置始宁郡，治所在通江县（今四川通江县）。下辖通江县、白石县（今四川通江县沙溪乡彭家岩村）、东巴县（今四川万源市黄钟镇）、广纳县（今四川通江县东山乡广纳场古城）。辖境相当今四川省通江县及陕西省镇巴县东南部地区。唐肃宗乾元元年（758年）改始宁郡置璧州。

唐朝始宁郡太守
- 李鷾（至德年间）